# R-Truth
Ronald Killings (né le 19 janvier 1972 à Atlanta) est un rappeur et un catcheur (lutteur professionnel) américain. Il travaille actuellement à la World Wrestling Entertainment sous le nom de Ron Killings.
D'abord rappeur, il commence sa carrière de catcheur en 1997 puis travaille pour la World Wrestling Federation jusqu'en 2001.
Il rejoint ensuite la Total Nonstop Action Wrestling (TNA) où il remporte le titre de champion du monde poids lourd de la National Wrestling Alliance (NWA) à deux reprises et forme le clan 3Live Kru avec Konnan et B.G. James avec qui il devient champion du monde par équipes de la NWA. Il est aussi brièvement champion du monde par équipes de la TNA avec le joueur de football américain Adam « Pacman » Jones.
Il quitte la TNA pour retourner à la WWE en 2008 sous le nom de R-Truth, il y devient deux fois champion des États-Unis de la WWE en 2010 et 2019, ainsi que champion par équipes de la WWE avec Kofi Kingston en 2012.
En 2019, la WWE introduit un nouveau championnat, le WWE 24/7 Championship qu'il remporte à 53 reprises entre 2019 et 2022.

## Carrière

### Débuts (1997-1999)
Killings est rappeur, il contacte Jackie Crockett pour l'aider dans sa carrière musicale. Crockett lui conseille plutôt de devenir catcheur. Il part s'entrainer auprès de Manny Fernandez (en).
Il se fait connaitre en Géorgie à la NWA Wildside sous le nom de K-Krush. Il y devient champion Télévision de la NWA Wildside le 6 novembre 1999 après sa victoire face à A.J. Styles. Styles récupère ce titre le 11 janvier 2000.

### World Wrestling Federation (1999-2002)
En 1999, Killings envoie des vidéos de ses combats de catch à la World Wrestling Federation(WWF)  qui décide de l'engager. Il part dans le Tennessee et rejoint la Memphis Championship Wrestling (MCW) qui est alors le club-école de la WWF. Il y remporte le championnat poids lourd du Sud de la MCW le 12 avril 2000 après sa victoire dans une bataille royale. Son règne prend fin après sa défaite face à Masked Man #1 (qui est Jerry Lawler masqué) le 24 mai. Il est une seconde fois champion poids lourd du Sud de la MCW du 19 août au 3 novembre.
Il change de nom de ring pour celui de K-Kwik et commence à apparaitre dans les émissions de la WWF à la fin de l'année 2000. Il est l'équipier de The Road Dogg, Billy Gunn et Chyna et perdent un match par équipe à élimination face à The Radicalz le 19 novembre durant les Survivor Series. Il continue à faire équipe avec le Road Dogg et participent à un Fatal four way match par équipe pour le championnat du monde par équipes de la WWF le 10 décembre durant Armageddon qui voit la victoire d'Edge et Christian.
Le Road Dogg quitte la WWF courant 2001 puis on annonce à Killings que son contrat n'est pas reconduit.

### Xtreme Pro Wrestling(2002)
Après son départ de la WWF, Killings lutte brièvement à la Xtreme Pro Wrestling (XPW) sous le nom de K-Malik Shabazz. Il fait équipe avec Raphael Muhammed participent au tournoi pour désigner les premiers champion du monde par équipes de la XPW et éliminent King Faviano et Buddy George au premier tour le 29 juin 2002.

### Total Nonstop Action Wrestling (2002-2007)

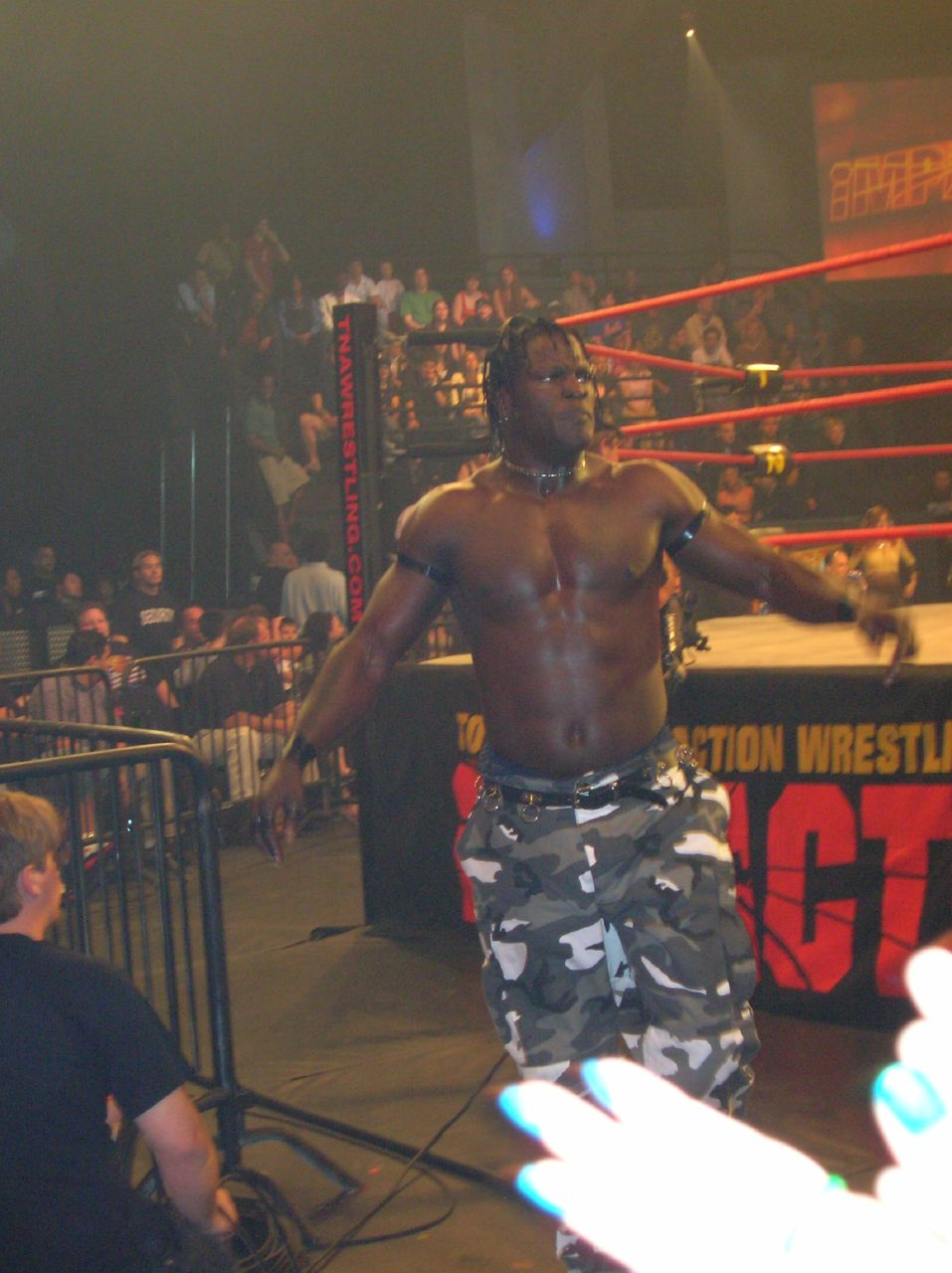
Killings à la TNA.

Killings rejoint la Total Nonstop Action Wrestling (TNA) dès la création de cette fédération en 2002. Le 19 juin, il participe au Gauntlet match pour désigner le nouveau champion du monde poids lourd de la National Wrestling Alliance (NWA) et se fait éliminer par Malice (en),. Il y incarne alors un heel et bat le pilote de NASCAR Hermie Sadler (en) trois semaines plus tard.
Le 7 août, Killings devient champion du monde poids lourd de la NWA après sa victoire face à Ken Shamrock grâce aux interventions d'Apolo (en), Malice, Slash (en) et Monty Brown.
Il remporte à plusieurs reprises le titre de champion du monde et une fois le titre de champion par équipe avec Adam "Pacman" Jones,,.
Entre mai et juin 2003, il commence à faire équipe avec Konnan et son ancien allié de la WWE BG James et en Juillet le trio a formé un Clan connue sous le nom de 3Live Kru.
Le 19 mai 2004, il bat A.J. Styles, Chris Harris et Raven dans un Deadly Draw Match et remporte le Championnat Du Monde Poids Lourds De La NWA pour la deuxième fois.
Lors de Destination X 2005, il perd contre Christopher Daniels dans un Ultimate X match qui comprenaient également A.J. Styles et Elix Skipper et ne remporte pas le TNA X Division Championship.
Lors de No Surrender 2007, lui et Adam Jones battent Kurt Angle et Sting et remportent les TNA World Tag Team Championship.
R-Truth quitte la TNA car la fédération refusa de payer son opération du genou après sa blessure.

### National Wrestling Alliance (2002-2005)
Il fait ses débuts à la NWA le 26 octobre 2002, sous le nom de Ron Killings, en défendant le titre NWA World Heavyweight face à Hotstuff Hernandez, lors de l'évènement Battle Of The Belts 2002, pour les 54 ans de la NWA. Il avait remporté le titre en battant Ken Shamrock lors du PPV NWA Total Nonstop Action le 7 août 2002. Il perdra son titre face à Jeff Jarrett le 20 novembre 2002, mettant fin au règne de 105 jours de Killings.
Le 28 mars 2003, lors de l'évènement NWA Wildside, il perd face à AJ Styles.
Le 23 octobre 2004, lors de l'évènement NWA PWX, il bat Michael Shane.
Le 5 février 2005, lors de l'évènement NWA Cyberspace SuperBrawl Saturday, il perd face à Jeff Jarrett et ne remporte pas le titre NWA World Heavyweight. Ce combat sera le dernier combat de Killings à la NWA.

### Lucha Libre AAA World Wide (2006-2008)
Il fait ses débuts à la Lucha Libre AAA World Wide le 10 mars 2006 sous le nom de Ron Killings, lors du show Rey De Reyes 2006, où il participe à un Four Way Elimination Trios en faisant partie de l'équipe TNA avec Konnan et Samoa Joe, mais ce match sera remporté par l'équipe AAA (Octagon, La Parka & Vampiro Canadiense).

### Retour à la World Wrestling Entertainment (2008-...)

#### Diverses rivalités (2008-2010)

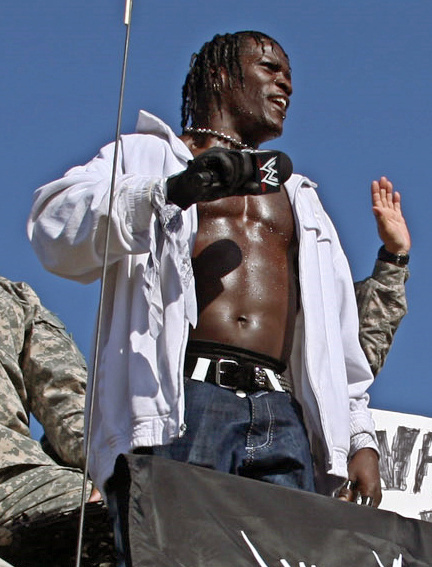
R-Truth à la WWE en 2008

Le 30 janvier 2008, Killings signe un contrat avec la World Wrestling Entertainment.
Le 29 août, il fait sa première apparition à SmackDown sous le nom de R-Truth. Il fait son entrée en passant par la foule tout en chantant lui-même sa musique d'entrée. Il gagnera son premier match face à Kenny Dykstra. Après quelques matchs, Truth obtient un match de championnat pour le titre des États-Unis face au champion Shelton Benjamin à Cyber Sunday, qu'il perd. Lors des Survivor Series, Truth fait partie de l'équipe de Batista, qui perd face à celle de Randy Orton. En fin d'année, il reçoit le Slammy Awards de la performance musicale de l'année.
Le 25 janvier 2009 au Royal Rumble il prend part Royal Rumble Match mais se fait éliminer par le Big Show.
Lors de Hell in a Cell, il perd contre Drew McIntyre. À Bragging Rights, il est dans l'équipe SmackDown qui gagne face à l'équipe Raw. Lors des Survivor Series, il est dans l'équipe de Kofi Kingston qui bat celle de Randy Orton.
Le 30 janvier 2010 au Royal Rumble, il participe au Royal Rumble Match sans succès.
Lors d'Elimination Chamber, il ne remporte pas le Championnat du monde poids-lourd, battu par Chris Jericho dans un Elimination Chamber Match qui incluait aussi John Morrison, Rey Mysterio, CM Punk et The Undertaker.

#### Alliance avec John Morrison, United States Champion et diverses rivalités (2010-2011)

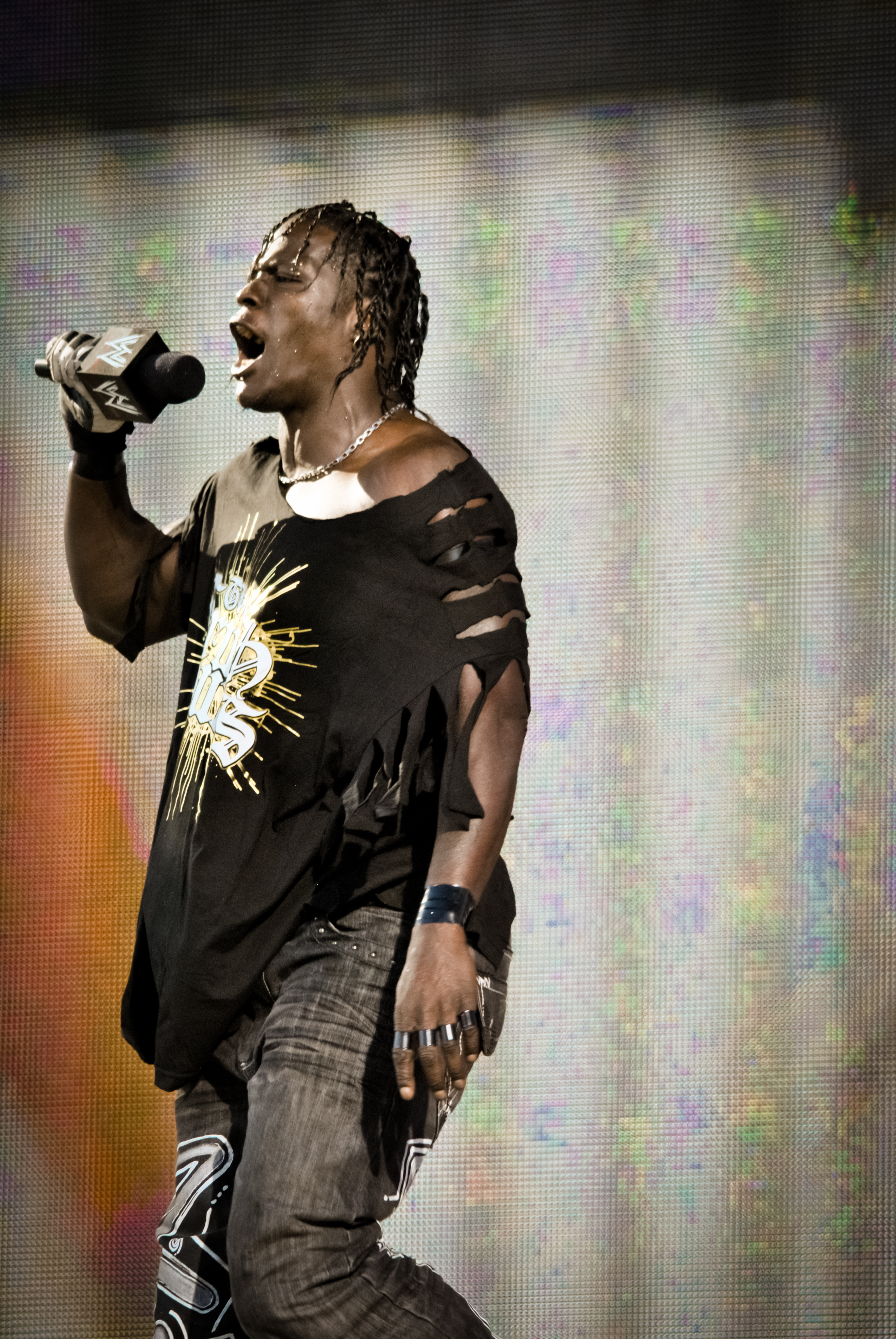
R-Truth lors du Tribute to the Troops en 2010.

Il devient ensuite le mentor de David Otunga lors de la première saison de NXT, mais lors des éditions de NXT, Otunga ne l'écoute jamais.
À WrestleMania XXVI, Morrison et lui ne remportent pas les titres par les titres par équipes unifiés de la WWE, battu par The Miz et Big Show (ShowMiz). Lors d'Extreme Rules, il fait équipe avec John Morrison dans un Gauntlet Tag Team Match pour devenir à nouveau challenger au Unified Tag Team Championship de ShowMiz, mais perdent par  disqualification.
Lors du Draft le 26 avril, il est drafté à Raw avec son coéquipier John Morrison. Pendant la soirée, il se fait éliminer par Ted DiBiase Jr. et Santino Marella dans une Bataille Royale. À Over the Limit, il bat Ted DiBiase.
Le 24 mai à Raw, il gagne contre The Miz pour remporter le WWE United States Championship laissé vacant par Bret Hart. Le 14 juin à Raw, il perd contre The Miz dans un Fatal 4-Way qui incluait aussi John Morrison et Zack Ryder, ne conservant pas son titre. Lors de WWE 4-Way Finale, il ne récupère pas le titre des États-Unis, battu par The Miz.
À SummerSlam, il gagne avec l'équipe WWE face à la Nexus. À Bragging Rights, il perd avec la Team Raw face à la Team SmackDown.
Pendant la tournée Tribute to the Troops, il est victime d'une violente pneumonie, qui manque de le tuer, et est écarté du ring durant quelques semaines. De fait, comme il est pro de Johnny Curtis à NXT, il est remplacé à ce poste par JTG.
Le 30 janvier 2011 au Royal Rumble, il entre en 18e position dans le Royal Rumble Match mais se fait éliminer par CM Punk.
Lors d'Elimination Chamber, il perd au profit de John Cena dans un Elimination Chamber Match qui comprenait aussi King Sheamus, John Morrison, Randy Orton et CM Punk.
Lors de WrestleMania XXVII, il perd une bataille royale au profit du Great Khali.

#### The Awesome Truth (2011)

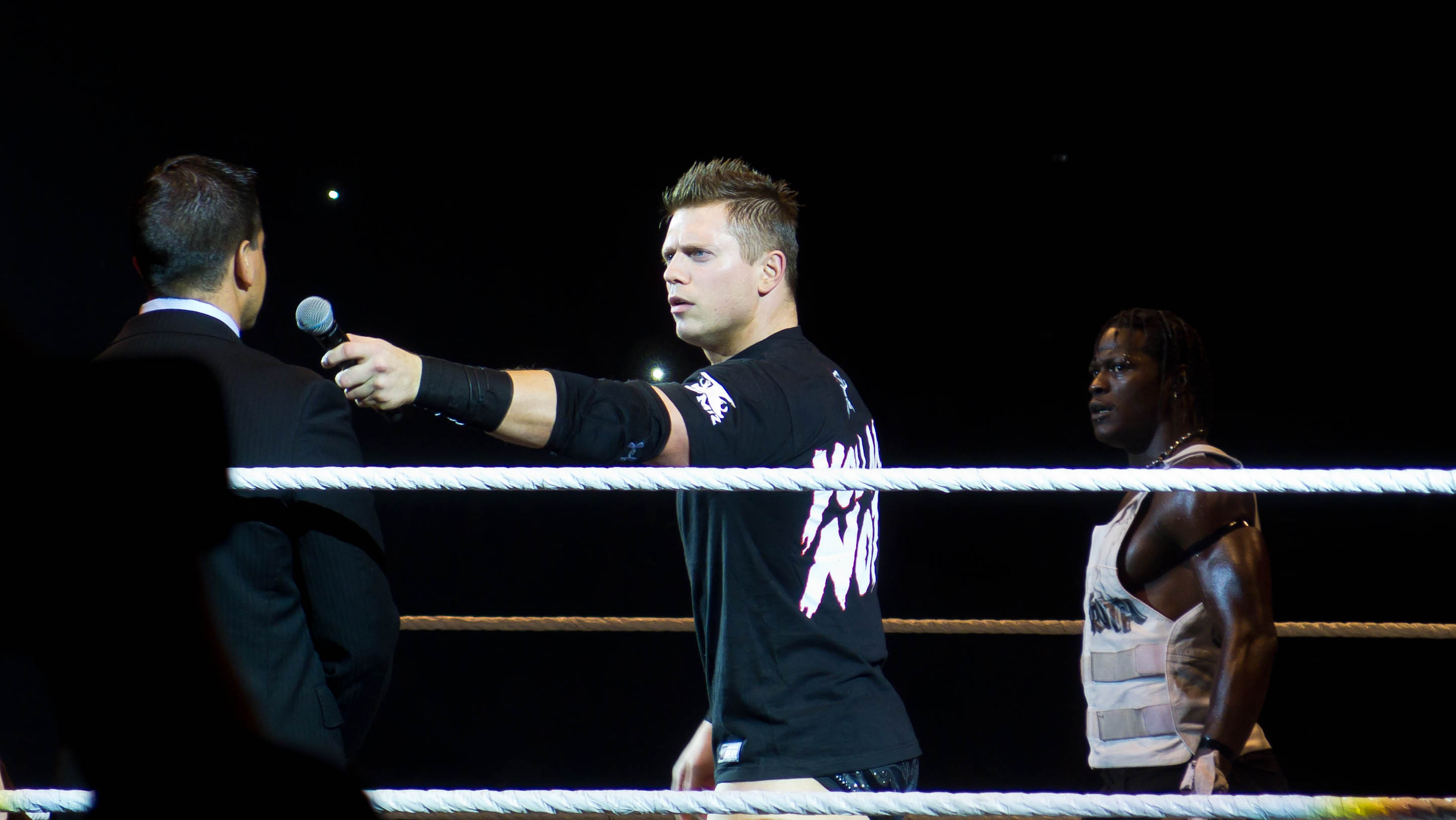
The Awesome Truth, avec The Miz (au milieu) qui s'en prend à Justin Roberts (à gauche).

Le 18 avril à Raw, John Morrison le défie dans un match avec sa place de challenger en jeu. Il accepte mais perd le match et sa place de challenger. À la fin du match, il s'en prend à ce dernier et effectue un Heel Turn. Il intervient lors d'Extreme Rules en attaquant Morrison pendant le match à trois en cage pour le WWE Championship, alors qu'il allait sortir de la cage, lui coûtant la victoire. John Cena remportera le match et donc le titre.
À Over the Limit, il bat Rey Mysterio. Lors de Capitol Punishment, il perd contre John Cena à cause d'un enfant du public qui lui renverse de l'eau et ne remporte donc pas le Championnat de la WWE. Lors de Money in the Bank, il ne remporte pas la mallette du Money in the Bank de Raw, gagnée par Alberto Del Rio. Lors de SummerSlam, il perd avec The Miz et Alberto Del Rio face à Rey Mysterio, Kofi Kingston et John Morrison.
Lors du Raw du 22 août, il crée une nouvelle équipe Heel, nommée The Awesome Truth avec The Miz après qu'ils ont détruit Santino Marella.
Ils affrontent Kofi Kingston et Evan Bourne pour les WWE Tag Team Championship lors de Night of Champions et perdent par disqualification après que son coéquipier pousse l'arbitre au sol. Plus tard dans la soirée, ils interviennent dans le match de Triple H et CM Punk. Lors du Raw du 19 septembre, ils perdent contre John Cena et CM Punk et sont renvoyés par Triple H. Lors de Hell in a Cell, ils viennent sur le ring après la victoire d'Alberto Del Rio pour agresser toutes les personnes présentes et se font ensuite arrêter par la police de la Nouvelle-Orléans.
Lors du Raw du 10 octobre, le nouveau MG de Raw par intérim, John Laurinaitis les réengagent pour affronter Del Rio et CM Punk, match qu'ils perdent par disqualification après s'être acharnés sur ce dernier. Triple H arrive et les attaquent, aidé par CM Punk. Lors de Vengeance, ils battent Triple H et CM Punk grâce à une intervention de Kevin Nash. Plus tard dans la soirée, ils interviennent pendant le Last Man Standing Match entre Alberto Del Rio et Cena faisant perdre ce dernier. Lors des Survivor Series, ils perdent contre John Cena et le partenaire de son choix, The Rock.
Le lendemain à Raw, il se dispute avec The Miz et ce dernier le blesse (kayfabe). La blessure permet d'introduire l'absence de R-Truth, suspendu pendant 30 jours pour avoir manqué aux règles de la compagnie. Sa suspension prend fin le 22 décembre. Il fait son retour le 26 décembre à Raw, et attaque The Miz, faisant un Face Turn.

#### WWE Tag Team Champion avec Kofi Kingston (2012)

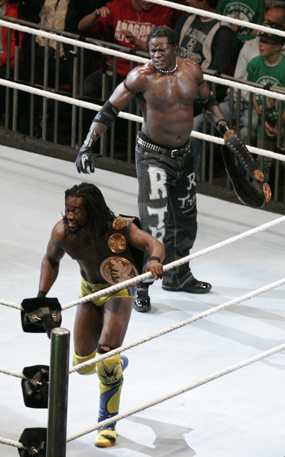
Kofi Kingston et R-Truth avec les titres par équipe de la WWE en août 2012.

Le 29 janvier 2012 au Royal Rumble, il entre en 3e position dans le Royal Rumble Match et se fait éliminer par The Miz avant de lui porter son finisher. Il crie « What's Up » au public.
À Elimination Chamber, il ne remporte pas le WWE Championship, battu par CM Punk dans l'Elimination Chamber Match qui incluait aussi The Miz, Dolph Ziggler, Chris Jericho et Kofi Kingston. À WrestleMania XXVIII, il perd avec la Team Teddy face à la Team Johnny.
Lors du Raw du 30 avril, lui et Kofi Kingston battent Epico et Primo et deviennent les nouveaux WWE Tag Team Champions. À Over the Limit, ils conservent leurs titres face à Dolph Ziggler et Jack Swagger. Lors de SummerSlam, ils conservent leurs titres contre The Prime Time Players.
Lors de Night of Champions, ils perdent leurs titres face à la Team Hell No (Kane et Daniel Bryan). Il participe ensuite avec Kofi Kingston à un tournoi pour déterminer les adversaires de Kane et Daniel Bryan à Hell in a Cell, mais perdent dès le premier tour contre The Prime Time Players (Darren Young et Titus O'Neil). Peu après, lui et Kofi décident de se séparer.

#### Retour en solo et diverses rivalités (2012-2016)

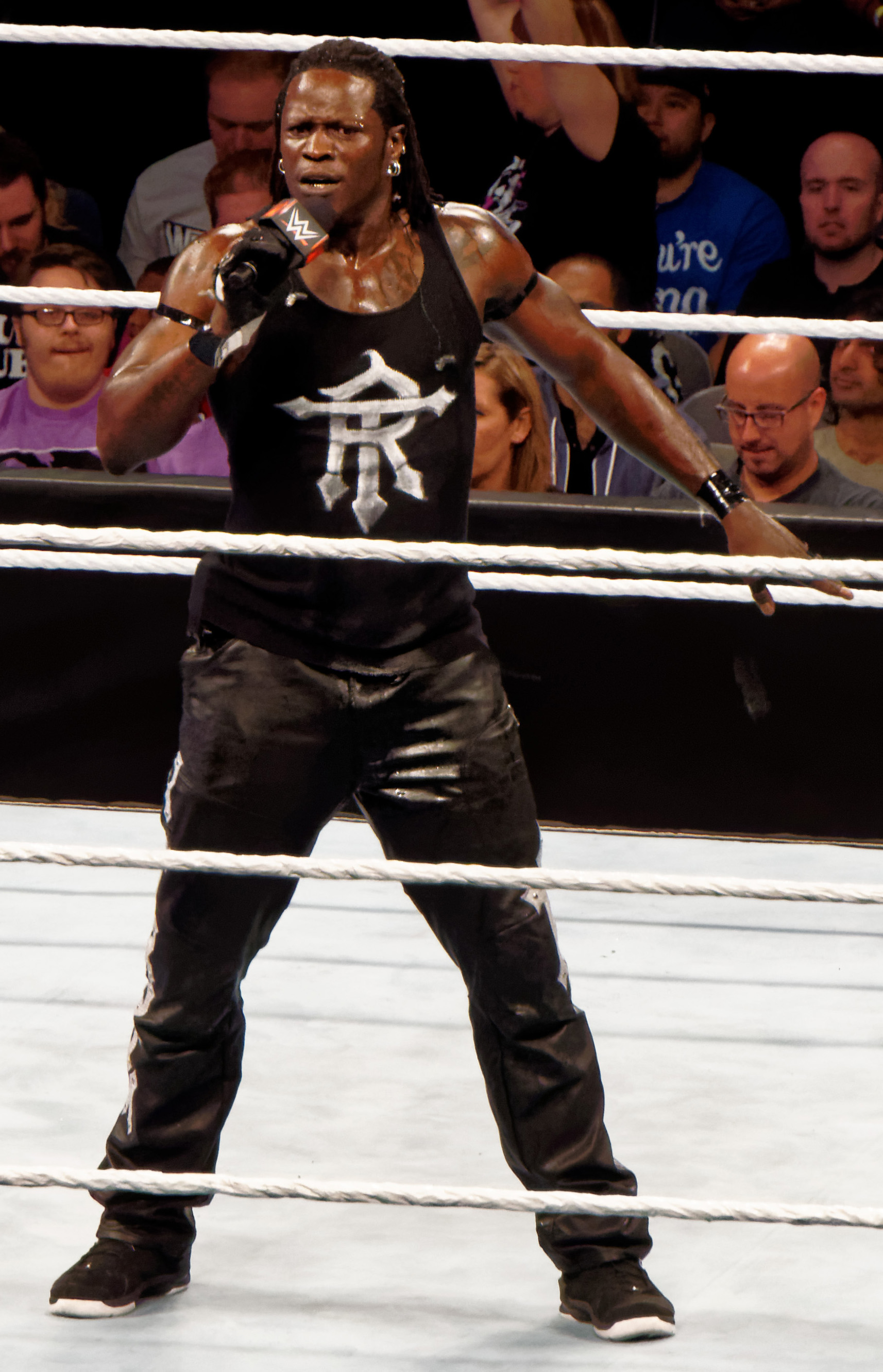
R-Truth en 2015.

Lors des Survivor Series et de TLC, il ne remporte pas le WWE United States Championship, battu par Antonio Cesaro,.
Le 6 octobre 2013 à Battleground, il ne remporte pas le championnat intercontinental , battu par Curtis Axel.
Le 15 décembre à TLC, il bat Brodus Clay.
Le 4 mai 2014 à Extreme Rules, Xavier Woods et lui perdent face à Alexander Rusev.
Le 28 juillet à Raw, il met fin à la série d'invincibilité de Bo Dallas.
Le 17 mai 2015 à Payback 2015, il bat Stardust. Le 31 mai lors d'Elimination Chamber, il ne parvient pas à gagner le championnat intercontinental dans un Elimination Chamber match, laissé vacant par Daniel Bryan pour cause de blessure.
Le 14 juin lors de Money in the Bank, il bat King Barrett.
Le 24 janvier 2016 lors du Royal Rumble, il participe au Royal Rumble Match où il rentre en 12e position, mais sans succès en se faisant éliminer par Kane en 5e position.

#### The Golden Truth, retour en solo et blessure (2016-2018)

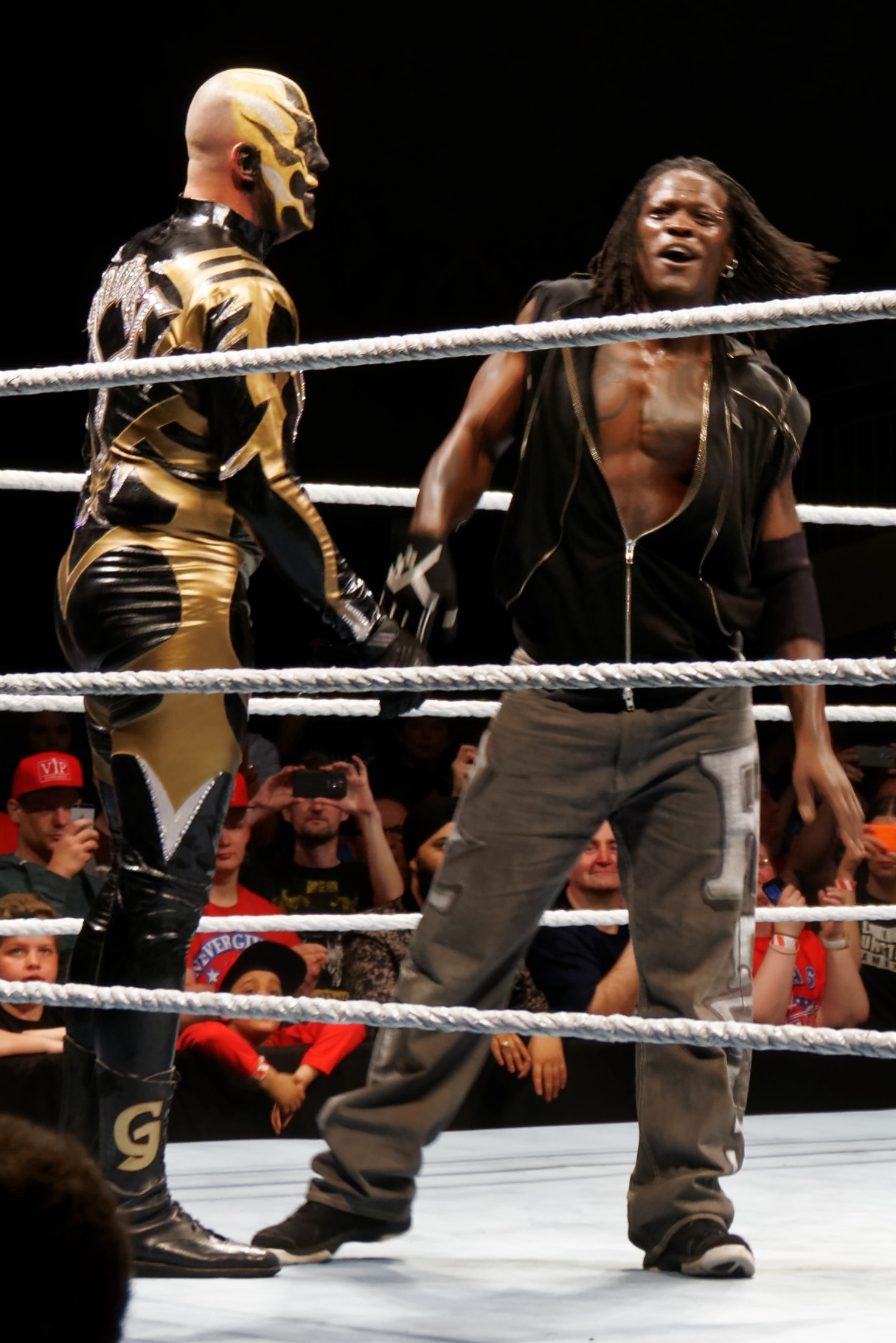
The Golden Truth en 2016.

En mai 2016, R-Truth joint ses forces à Goldust et forme « The Golden Truth ».
Le 19 juin lors de Money in the Bank, R-Truth et Goldust battent Breezango.
Le 15 mai 2017, R-Truth se fait attaquer, après une énième défaite dans un Tag Team match, par son partenaire Goldust. Les deux entrent en rivalité à base de promos et de diverses attaques. Le 10 juillet à Raw, il perd contre Goldust.
En octobre, il se blesse lors d'un Live Event contre Elias et s'éloigne des rings pendant plusieurs mois.
Le 8 avril 2018 lors de WrestleMania 34, il fait son retour en perdant la bataille royale en mémoire d'Andre The Giant au profit de Matt Hardy.

#### Draft àSmackDown Live, alliance avec Carmella et champion des États-Unis (2018-2019)
Le 17 avril lors du Superstar Shake-Up, il est transféré à SmackDown Live. Le 24 juillet à SmackDown Live, il effectue son premier combat depuis WrestleMania 34 en perdant par soumission contre Samoa Joe.
Le 16 décembre à TLC, Carmella et lui battent Jinder Mahal et Alicia Fox, remportant ainsi la finale de Mixed Match Challenge. Ils obtiennent ainsi les 30es places dans les Royal Rumble masculin et féminin pour le Royal Rumble 2019.
Le 27 janvier 2019, au Royal Rumble, il se fait attaquer par Nia Jax et sera remplacé par cette dernière.
Le 29 janvier à SmackDown Live, il bat Shinsuke Nakamura et devient pour la deuxième fois champion des États-Unis. Après le match, il bat Rusev et conserve son titre et se fait agresser par Nakamura et Rusev qui se sont alliés.
Le 5 mars à SmackDown Live, il lance un nouvel Open Challenge auquel répondent Samoa Joe, Andrade et Rey Mysterio. Il les affronte tous les quatre, mais perd son titre au profit de Joe.

#### Champion 24/7 et blessure (2019-2022)
Du 20 mai 2019 au 20 juin 2022, il remporte, en tout, 53 fois le championnat 24/7, faisant de lui, le catcheur avec le plus grand nombre de règnes de l'histoire de la ceinture.
Le 21 novembre 2021 aux Survivor Series, il ne remporte pas la Dual Brand Battle Royal, gagnée par Omos.
Le 1er avril 2022 à WrestleMania SmackDown, il ne remporte pas la Andre the Giant Memorial Battle Royal, gagnée par Madcap Moss.
Le 1er novembre à NXT, il se blesse et annonce qu'il doit subir une opération chirurgicale. Il s'absente pour une durée indéterminée.

#### Retour, Awesome Truth, champion du monde par équipes et départ (2023-...)
Le 25 novembre 2023 aux Survivor Series: WarGames, il fait son retour après un an d'absence, où il est en coulisses en train de manger des chips.
Le 1er janvier 2024 à Raw Day 1, il reforme The Awesome Truth avec The Miz et ensemble, les deux catcheurs battent le Judgment Day (« Dirty » Dominik Mysterio et JD McDonagh).
Le 6 avril à WrestleMania XL, ils deviennent les nouveaux champions par équipes de Raw en battant le Judgment Day (Damian Priest et Finn Bálor) dans un 6-Pack Tag Team Ladder match qui inclut également A Todn-Down Under (Austin Theory et Grayson Waller) qui remporte les titres par équipes de SmackDown, #DIY (Johnny Gargano et Tommaso Ciampa), The New Day (Kofi Kingston et Xavier Woods) et New Catch Republic (Pete Dunne et Tyler Bate). Neuf soirs plus tard à Raw, Adam Pearce et Triple H leur présentent et donnent les nouvelles ceintures : les championnats du monde par équipe. Le 24 juin à Raw, ils ne conservent pas leurs ceintures, rebattus par le Judgment Day (Finn Bálor et JD McDonagh), ce qui met fin à un règne de 79 jours.
Le 30 septembre à Raw, le Miz effectue un Heel Turn en abandonnant R-Truth pendant le match contre les AOP, ce qui marque la séparation du duo.

## Vie privée
- Le 7 juin 2011, il s'est marié avec une femme du nom de Pamela[82].
- Il a été garde du corps.

## Palmarès
- Cyberspace Wrestling Federation
  - 1 fois Champion poids lourds de la CSWF[83]
- Memphis Championship Wrestling
  - 1 fois Champion poids lourds du sud de la MCW [84]
- NWA Wildside
  - 1 fois Champion de la télévision de la NWA Wildside[3]
- Total Nonstop Action Wrestling
  - 2 fois Champion du monde poids lourds de la NWA[11]
  - 2 fois Champion du monde par équipes de la NWA[12] avec Konnan et B.G. James
  - 1 fois Champion du monde par équipes de la TNA[13] avec Adam Jones
- World Wrestling Federation/Entertainment
  - 2 fois Champion des États-Unis de la WWE
  - 2 fois Champion Hardcore de la WWF[85]
  - 53 fois Champion 24/7 de la WWE (record du plus grand nombre de règnes)
  - 1 fois Champion par équipes de la WWE avec Kofi Kingston
  - 1 fois Champion par équipe de Raw avec The Miz
  - WWE Mixed Match Challenge (Saison 2) avec Carmella
  - Slammy Award pour la meilleure performance musicale (2008)[86]

## Récompenses des magazines
- Pro Wrestling Illustrated

| Année | 2000 | 2001 | 2002 | 2003 | 2004 | 2005 | 2006 | 2007 | 2008 | 2009 | 2010 | 2011 | 2012 | 2013 | 2014 | 2015 | 2016 | 2017 | 2018 | 2019 | 2020 | 2021 |
| ----- | ---- | ---- | ---- | ---- | ---- | ---- | ---- | ---- | ---- | ---- | ---- | ---- | ---- | ---- | ---- | ---- | ---- | ---- | ---- | ---- | ---- | ---- |
| Rang  | 172  | 131  | 194  | 48   | 18   | 50   | 132  | 126  | 94   | 80   | 55   | 51   | 36   | 58   | 87   | 94   | 173  | 216  | 369  | 56   | 243  | 203  |

## Filmographie
- (2008) The Wrestler : Ron "The Truth" Killings[88].